# Gryllotalpa madecassa
Gryllotalpa madecassa is een rechtvleugelig insect uit de familie veenmollen (Gryllotalpidae). De wetenschappelijke naam van deze soort is voor het eerst geldig gepubliceerd in 1920 door Lucien Chopard.